# ワシントン・ウィザーズのチーム記録
ワシントン・ウィザーズチーム記録はNBAのワシントン・ウィザーズのチーム記録である。
現役選手の記録も取り上げる。各部門のランク中、太字の（現役）は現在このチームに在籍していることを表す。
- 各部門のランク内では2024-2025シーズンまでの記録を反映している。

## 通算得点
1. 15,551　エルヴィン・ヘイズ
2. 15,391　ブラッドリー・ビール（現役）
3. 11,083　ジェフ・マローン
4. 10,879　ジョン・ウォール（現役）
5. 10,624　ウェス・アンセルド
6. 9,833　ケビン・ロワティー
7. 9,781　ガス・ジョンソン
8. 9,778　フィル・シェニエ
9. 9,020　ウォルト・ベラミー
10. 8,930　ギルバート・アリーナス

## 通算リバウンド
1. 13,769　ウェス・アンセルド
2. 9,305　エルヴィン・ヘイズ
3. 7,243　ガス・ジョンソン
4. 5,438　ウォルト・ベラミー
5. 4,094　グレッグ・バラード
6. 3,735　アントワン・ジェイミソン
7. 3,697　マルチン・ゴルタット
8. 3,648　ブレンダン・ヘイウッド
9. 3,449　ジュワン・ハワード
10. 3,285　ジェフ・ルーランド

## 通算アシスト
1. 5,282　ジョン・ウォール（現役）
2. 3,822　ウェス・アンセルド
3. 2,972　ブラッドリー・ビール（現役）
4. 2,712　ロッド・ストリックランド
5. 2,593　ケビン・ポーター
6. 2,363　ケビン・ロワティー
7. 2,046　ギルバート・アリーナス
8. 1,961　フランク・ジョンソン
9. 1,844　マイケル・アダムス
10. 1,707　ダレル・ウォーカー

## 通算ブロック（73-74シーズンから）
1. 1,558　エルヴィン・ヘイズ
2. 1,051　チャールズ・ジョーンズ
3. 908　マヌート・ボル
4. 865　ブレンダン・ヘイウッド
5. 557　リック・マホーン
6. 492　パービス・エリソン
7. 470　ジャベール・マギー（現役）
8. 449　マルチン・ゴルタット
9. 443　ゲオルゲ・ムレシャン
10. 407　イータン・トーマス

## 通算スティール（73-74シーズンから）
1. 976　ジョン・ウォール（現役）
2. 772　ブラッドリー・ビール（現役）
3. 762　グレッグ・バラード
4. 736　エルヴィン・ヘイズ
5. 667　フィル・シェニエ
6. 636　ギルバート・アリーナス
7. 628　ウェス・アンセルド
8. 563　カロン・バトラー
9. 482　ロッド・ストリックランド
10. 469　アントワン・ジェイミソン

## 出場試合
1. 984　ウェス・アンセルド
2. 731　エルヴィン・ヘイズ
3. 695　ブラッドリー・ビール（現役）
4. 643　グレッグ・バラード
5. 595　チャールズ・ジョーンズ
6. 591　ケビン・ロワティー
7. 579　ブレンダン・ヘイウッド
8. 573　ジョン・ウォール（現役）
9. 560　ガス・ジョンソン
10. 548　ジェフ・マローン

## 3ポイントシュート（NBAでは79-80より公式記録）成功
1. 1,514　ブラッドリー・ビール（現役）
2. 868　ギルバート・アリーナス
3. 646　アントワン・ジェイミソン
4. 579　コーリー・キスパート（現役）
5. 539　ジョン・ウォール（現役）
6. 489　クリス・ホイットニー
7. 488　オット・ポーター・ジュニア
8. 484　カイル・クーズマ（現役）
9. 419　ジョーダン・プール（現役）
10. 415　ダービス・ベルターンス（現役）

## フリースロー成功
1. 3,046　エルヴィン・ヘイズ
2. 2,629　ブラッドリー・ビール（現役）
3. 2,456　ジョン・ウォール（現役）
4. 2,314　ギルバート・アリーナス
5. 2,194　ウォルト・ベラミー
6. 2,185　ケビン・ロワティー
7. 1,939　ジェフ・マローン
8. 1,905　アール・モンロー
9. 1,883　ウェス・アンセルド
10. 1,667　ガス・ジョンソン

## 50得点以上
60得点
- ギルバート・アリーナス（vs LAL / 2006年12月17日）
- ブラッドリー・ビール（vs PHI / 2021年1月6日）

56得点
- アール・モンロー（vs LAL / 1968年2月13日）（新人）

55得点
- ブラッドリー・ビール（vs MIL / 2020年2月24日）

54得点
- ギルバート・アリーナス（vs PHX / 2006年12月22日）

53得点
- フィル・シェニエ（vs POR / 1972年12月6日）
- ブラッドリー・ビール（vs CHI / 2020年2月23日）

52得点
- バーナード・キング（vs DEN / 1990年12月29日）

51得点
- マイケル・ジョーダン（vs CHH / 2001年12月29日）
- ギルバート・アリーナス（vs UTA / 2007年1月15日）
- ブラッドリー・ビール（vs POR / 2017年12月5日）

50得点
- モーゼス・マローン（vs NJN / 1987年4月8日）
- バーナード・キング（vs UTA / 1991年3月6日）
- トレイシー・マレー（vs GSW / 1998年2月10日）
- ブラッドリー・ビール（vs IND / 2021年5月8日）

## その他
- シーズン最多平均スタッツ
  - 得点：31.6　ウォルト・ベラミー（1961-62シーズン）
  - リバウンド：19.0　ウォルト・ベラミー（1961-62シーズン）
  - アシスト：11.7　ラッセル・ウェストブルック（2020-21シーズン）
  - スティール：2.9　ラリー・ヒューズ（2004-05シーズン）
  - ブロック：5.0　マヌート・ボル（1985-86シーズン）
- シーズン最多通算スタッツ
  - 得点：2,495　ウォルト・ベラミー（1961-62シーズン）
  - リバウンド：1,500　ウォルト・ベラミー（1961-62シーズン）
  - アシスト：831　ジョン・ウォール（2016-17シーズン）
  - スティール：178　ガス・ウィリアムズ（1984-85シーズン）
  - ブロック：397　マヌート・ボル（1985-86シーズン）
- 新人最多平均スタッツ
  - 得点：31.6　ウォルト・ベラミー（1961-62シーズン）
  - リバウンド：19.0　ウォルト・ベラミー（1961-62シーズン）
  - アシスト：8.3　ジョン・ウォール（2010-11シーズン）
- トリプル・ダブル達成回数（1979-80シーズンより公式記録）
  - 38回：ラッセル・ウェストブルック
  - 15回：ダレル・ウォーカー
  - 7回：ウェス・アンセルド / ジョン・ウォール
- マヌート・ボルとマグシー・ボーグスが同時にチームに在籍したことがある。2人の身長の差はおよそ70cmで、一度だけ、雑誌の表紙となったことがある。
- 後にデトロイト・ピストンズでNBAファイナルを制するメンバー、ベン・ウォーレス、ラシード・ウォーレス、リチャード・ハミルトン、チャンシー・ビラップスがブレッツには所属していたことがある。
- NBAの偉大な50人に入っているウェス・アンセルドは、ワシントン・ブレッツ時代にヘッドコーチに就任しているがちょうどチームが低迷した時期の就任となってしまった。

## 主なアメリカ国籍以外の選手
- マヌート・ボル（スーダン）
- ゲオルゲ・ムレシャン（ルーマニア）
- ネネイ（ブラジル）
- マルチン・ゴルタット（ポーランド）
- 八村塁 （日本)
- ダービス・ベルターンス（ラトビア）
- デニ・アヴディア（イスラエル）
- クリスタプス・ポルジンギス（ラトビア）
- ビラル・クリバリ（フランス）
- ユージーン・オモルイ（カナダ）
- ダニーロ・ガリナリ（イタリア）
- アレクサンドル・サー（フランス）
- キーショーン・ジョージ（スイス）